# Кенан Сипахи
Кенан Сипахи (тур. Kenan Sipahi; Приштина, 26. мај 1995) турски је кошаркаш. Игра на позицији плејмејкера, а тренутно наступа за Бахчешехир.

## Успеси

### Клупски
- Фенербахче:
  - Првенство Турске (1): 2013/14.

### Репрезентативни
- Европско првенство до 16 година:  2010.
- Европско првенство до 18 година:  2011;  2013.

### Појединачни
- Најкориснији играч Европског првенства до 18 година (1): 2013.